# Knut Haugsoen
Knut Eide Haugsoen (* 2. April 1935 in Bergen; † 17. Januar 2011 in Winnipeg) war ein norwegischer Architekt, Hochschullehrer, der auch als Jazzpianist und Komponist tätig war und die meiste Zeit seiner Karriere in Nordamerika verbrachte.

## Leben und Wirken
Haugsoen kam bereits als Kind mit amerikanischer Jazzmusik in Berührung und begann autodidaktisch Klavier zu spielen. Als Jugendlicher trat er in Bands seiner Heimatstadt auf; 1956 zog er nach München, um ein Architekturstudium an der Technischen Hochschule München zu absolvieren; daneben trat er in Schwabinger Jazzclubs auf. Nach dem Abschluss seiner Studien kehrte er mit seiner Ehefrau, der Architektin Ellen Lyng Nielsen, nach Bergen zurück, wo er sich bei Frederik Konow Lund promovierte. Dann arbeitete er von 1964 bis 1967 an verschiedenen Bauvorhaben, anschließend von 1967 bis 1973 in Chicago für Mies van der Rohe. Danach unterrichtete er Architektur an der University of Manitoba in Winnipeg. Neben seiner Tätigkeit als Hochschullehrer veröffentlichte er Artikel über Komposition und Design; außerdem begann er unter dem Eindruck der Ideen des indischen Yogameisters Baba Muktananda als Musiker und Komponist mit seiner Band Vikrama zu arbeiten. 1980 studierte er während eines Sabbatjahres in Berkley afrikanische Musik und erwarb einen zweiten Master in Architektur (A Study of the Environment as a Vibrating System). In Winnipeg nahm er neben seiner Lehrtätigkeit mehrere Alben auf und schrieb Kompositionen für eigene Projekte, das Winnipeg Symphony Orchestra und die Sängerin Martha Brooks; ferner improvisierte er Livemusik für Filme. Sein Debütalbum Hands On entstand 1988 und wurde von Jan Erik Kongshaug produziert; sein Album Step and A Half, an dem u. a. auch Ingrid Jensen und Stefan Bauer mitwirkten, wurde für den Juno Award nominiert.

## Diskographische Hinweise
- Hands On (1988)
- Knut Haugsoen and Vikrama: Experience – Live in Montreal (1992)
- One Day's Growth (1998)
- Step and a Half (Ram Records, 2000)